# Khukhani
Khukhani (nepalski: खुङखानी) – gaun wikas samiti w zachodniej części Nepalu w strefie Dhawalagiri w dystrykcie Baglung. Według nepalskiego spisu powszechnego z 2011 roku liczył on 525 gospodarstw domowych i 2302 mieszkańców (1306 kobiet i 996 mężczyzn).